# Dolichorhinotermes longilabius
Dolichorhinotermes longilabius es una especie de termita subterránea del género Dolichorhinotermes, de la familia Rhinotermitidae, orden Blattodea. Fue descrita por Emerson en 1924.
Se distribuye por América: Brasil, Guayana Francesa, Guayana y Trinidad y Tobago. Fue publicada en Snyder, T.E. (1924b) An extraordinary new Rhinotermes from Panama. Proceedings of the Biological Society of Washington, 37, 83–85.
.